# Evangelische Kirche Windischgarsten

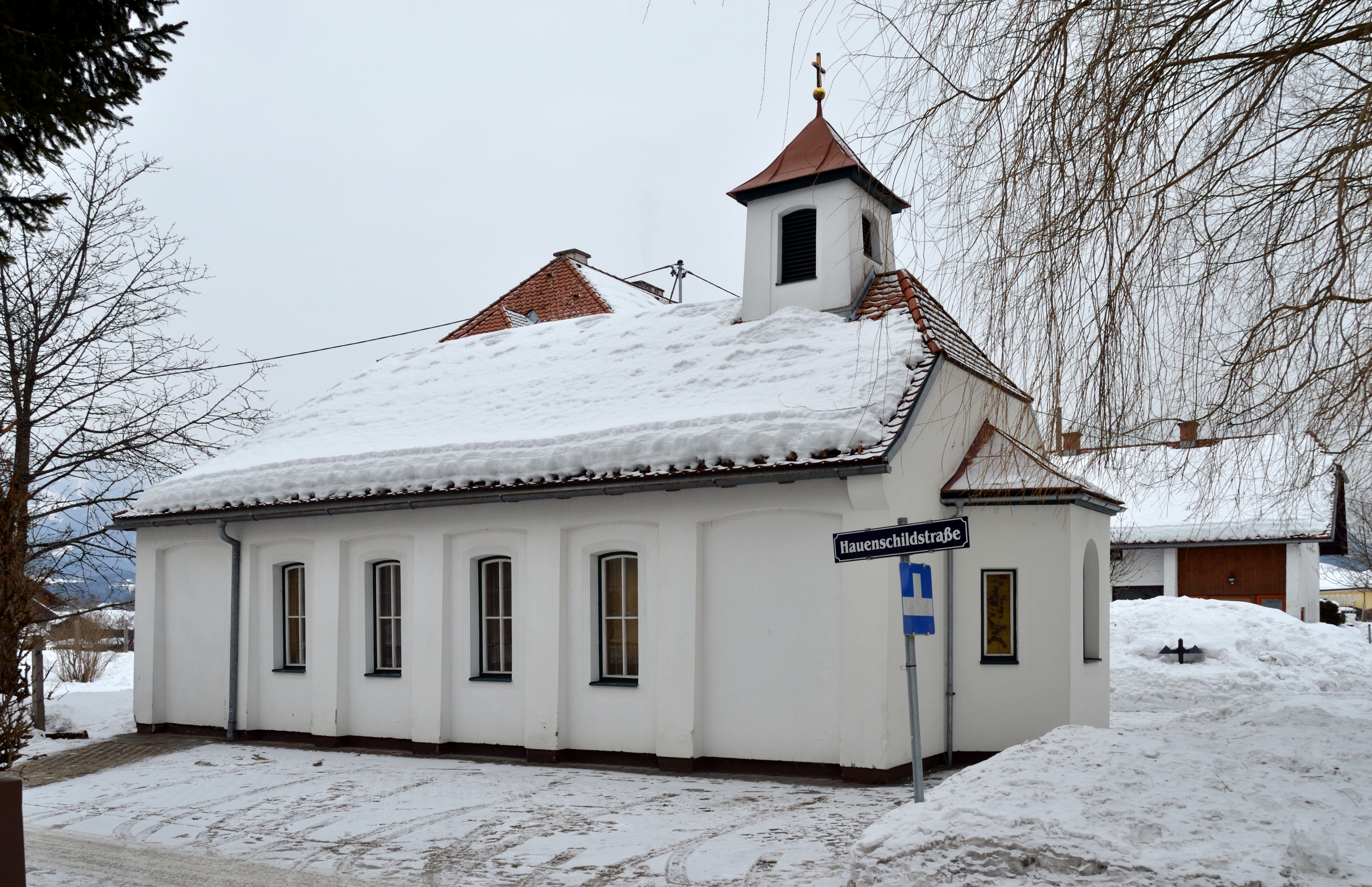
Evangelische Kirche Windischgarsten

Die Evangelische Kirche Windischgarsten in der Marktgemeinde Windischgarsten in Oberösterreich stammt aus den Jahren 1951–1952. Die Evangelische Tochtergemeinde A.B. Windischgarsten ist in den Seelsorgeraum der Evangelischen Pfarrkirche Kirchdorf an der Krems eingegliedert. Die Pfarrgemeinde ist Teil der Evangelischen Kirche A.B. in Österreich und gehört zur Evangelischen Superintendentur Oberösterreich. Die Kirche von Windischgarsten wird auch Zum Guten Hirten genannt. Der Sakralbau steht mit dem Titel Evang. Pfarrkirche A.B. Zum Guten Hirten und Pfarrhof sowie Gästehaus unter Denkmalschutz.

## Die evangelische Kirche
Die Spatenstichfeier zur Kirche und zum Pfarrhaus der Tochtergemeinde Windischgarsten erfolgte am 17. Juli 1951, am 10. September 1951 stand bereits der Rohbau. Zum 5. Oktober 1952 konnte die feierliche Einweihung durch Superintendent Wilhelm Mensing-Braun gefeiert werden. Der an der Adresse Römerweg 7 gelegene Sakralbau wurde in nüchterner Bauform und einfacher Linienführung errichtet.

## Geschichte der evangelischen Gemeinde
Das durch Kaiser Joseph II. erlassene Toleranzpatent von 1781 erlaubte die Wiedererrichtung evangelischer Pfarrgemeinden in den habsburgischen Landen. Im heutigen Österreich wurden bis 1795 insgesamt 48 Toleranzgemeinden geschaffen. Im Raum Windischgarsten konnte die notwendige Anzahl an Gläubigen nicht erreicht werden, erst nach dem Zweiten Weltkrieg kam es durch evangelische Kriegsflüchtlinge zu einem merkbaren Anstieg an Protestanten. Um das Jahr 1945 waren im südlichen Teil des Bezirks Kirchdorf rund 700 evangelische Gemeindemitglieder, zur einen Hälfte Einheimische, zur anderen Hälfte Vertriebene aus Siebenbürgen und dem Banat. Die Gottesdienste wurden in Schulen, Privatwohnungen und Gasthäusern abgehalten. Das nächstgelegene evangelische Pfarramt, das für die seelsorgliche Betreuung zuständig war, war das Amt der Evangelischen Kirche Neukematen, rund 60 Kilometer entfernt. Im Raum Windischgarsten war keine Kirche, kein Betsaal, kein Pfarrhaus und überhaupt kein sichtbarer Gemeindemittelpunkt vorhanden.
Im Mai 1947 wurde erstmals ein Pfarrvikar in Windischgarsten installiert, aus Mangel einer Wohnung wohnte er mit seiner Familie in den Flüchtlingsbaracken von Spital am Pyhrn. Zu Beginn der 1950er Jahre wurden die Pläne zur Errichtung einer Kirche konkret. Ein Baugrund war aus der Schenkung eines Gemeindemitglieds bereits jahrzehntelang aus der Zeit vor den Weltkriegen vorhanden. Durch die maßgeblichen Arbeiten von Pfarrer Erich Schneider aus Siebenbürgen konnten 1951 die Bauarbeiten an Kirche und Pfarrhaus beginnen. In den 1960er Jahren kam noch ein Jugendgästehaus hinzu.
Die Bezirkshauptstadt Kirchdorf erhielt 1956 eine evangelische Pfarrkirche, worauf 1957 kirchenrechtlich die Herauslösung aus der Kirchengemeinde Neukematen und die Gründung der Evangelischen Pfarrgemeinde A.B. Kirchdorf-Windischgarsten durchgeführt wurde. Sitz des Pfarramtes ist seither Kirchdorf, Windischgarsten wird als Tochtergemeinde geführt. Das im Pfarrsprengel befindliche Schloss Klaus beheimatet seit 1963 die evangelische Gemeinschaft der Fackelträger. Diese Missionsgemeinschaft baute das Schloss zu einem internationalen Jugendzentrum aus und unterstützt auch die Pfarrgemeinde Kirchdorf-Windischgarsten in vielen Bereichen ehrenamtlich.